# San Candido
Innichen (olaszul: San Candido, ladinul: Sanciana, latinul: India) község (Marktgemeinde / comune) Dél-Tirolban, Bolzano megyében, az felső Puster-völgyben, a Dráva felső folyásánál, a Sexteni-Dolomitok és a Pragsi-Dolomitok találkozásánál, az osztrák államhatár közelében. A település határában torkollik a Sexteni-patak a Drávába. Településrészei (frazione) Innichberg, Vierschach (Versciaco) és Winnebach (Prato alla Drava). Lakóinak száma 3268.

## Nevének eredete
A legrégebbi írásos emlékek: 769-ben „India”, 822-ben „Intihha”, és 1070-ben „Intichingen”.
A név etimológiája és eredeti nyelve ismeretlen. Egon Kühebacher feltételezte szerint Innichen a kelta Indiaca szóból származhat, melynek jelentése „Indius területe” lehetett.
A névértelmezés egyik fő problémája az India → Intihha átalakulás. Diether Schürr szerint Intihha az India feltehetően késő antik kori nevének kicsinyítőképzős változata, amelyet azért kezdtek használni, hogy elkerüljék az Indiával való félreérthető asszociációt.

## Címere
1303-ban I. Albert német király adományozta a címert. A címeren vörös alapon egy ezüstszínű várkastély látható, amely zöld gyepen áll. A kapu felett a freisingi egyházmegye címere található.

## Fekvése
Innichen a dél-tiroli a Puster-völgyben fekszik, 1175 m tszf. magasságban, a Dráva legfelső folyásánál (a folyó forrása Innichentől nyugatra, a szomszédos Toblach (Dobbiaco) község mellett van). A községen áthalad az olasz SS49 országos főútvonal, amely Brixen (Bressanone) városától a Puster-völgyön keresztül halad, keleten Winnebach-nál, az osztrák–olasz határállomásnál a B100 osztrák főútvonalban (Drautalstraße) folytatódik Lienz és Villach felé.
Innichent délről a sexteni-Dolomitokhoz tartozó Haunold (Baranci) hegycsoport uralja, ennek lejtői és síliftjei közvetlenül a városból elérhetők. A település nyugati szomszédja Vierschach (Versciaco), amely közigazgatásilag Innichenhez tartozik, ez a Karni-Alpokhoz Helm hegycsúcs lábánál fekszik, népszerű télisport- és túraközpont. Innichennél ágazik ki a Puster-völgyből délkelet felé a Sexteni-völgy, az ebben folyó Sexteni-patak itt torkollik a Drávába. Itt indul a Sexteni-völgyön áthaladó SS52 országos főútvonal, amely délkelet felé a Kreuzberg-hágón át a venetói Comelico-völgybe visz. Ebben az irányban a legközelebbi szomszéd település Sexten (Sesto).
Innichentől 3 km-re nyugatra nyílik az észak-déli irányú Innerfeld-völgy, amelyet nyugaton a Haunold és a Birkenkofel hegycsoportok, keleten (a Sexteni-völgy felől) a Dreischusterspitze hegycsúcsok határolnak. A völgy felső, déli végében található a Dreischusterhütte turistaház. Az Innerfeldtal a Sexteni-Dolomitok belsejébe, a Drei Zinnen platójára vezet.

## Történelme

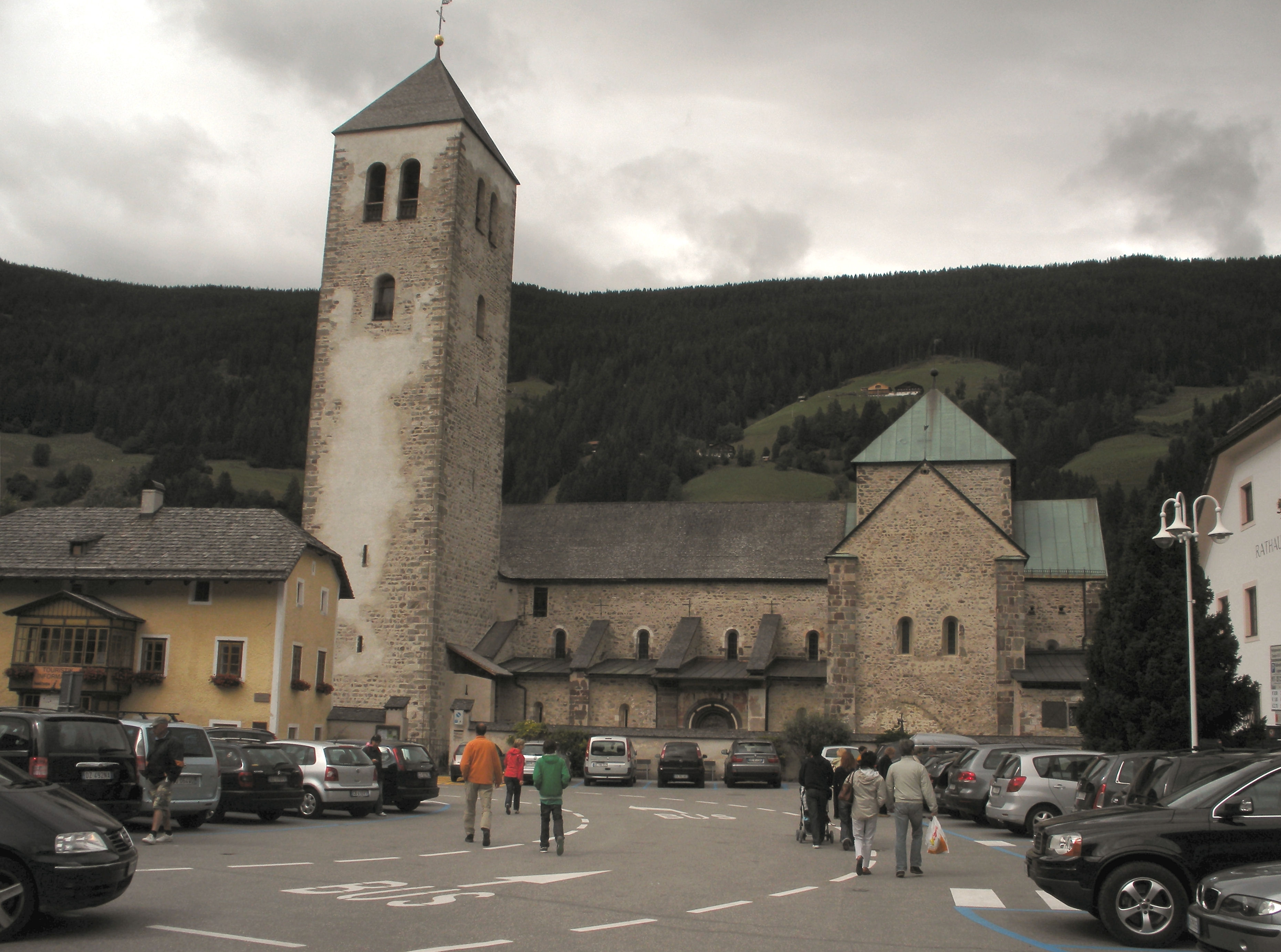
Innichen, káptalantemplom (volt bencés kolostor)

Az I. e. 4. században kelta törzsek egy kisebb megerősített települést létesítettek, tőlük származik a helység neve, „Indius nevű személy földjei”. Az I. e. 1. században a rómaiak elfoglalták Raetia és Noricum tartományokat, velük Innichen környékét is. Kiépítették az Via Iulia Augusta útvonalat, amely Aquileiát kötötte össze Augsburggal, ennek itteni szakasza a Puster-völgyön át vezetett. Valószínűsíthető, hogy Innichen helyén létesítették a Littamum nevű katonai őrhelyet. A népvándorlás idején (a 6. század végén) a Felső-Puster-völgybe keletről benyomuló szlávok az észak felől előretörő bajuvárokkal vívtak heves háborúkat, ebben az időben Littamum elpusztult, közelebbről nem ismert körülmények között.
769-ben III. Tasziló bajor herceg földet adományozott Atto scharnitzi apátnak (a mai dél-tiroli Welsberg és a kelet-tiroli Abfaltersbach között, egy bencés kolostor alapítása céljából. Ez lett Tirol első kolostora. Rendeltetése a pogány népek térítése volt. Körülötte alakult ki a későbbi Innichen település, Tirol egyik legrégibb bajuvár alapítású települése. 783-ban Atto apát Freising püspöke lett. Ettől kezdve Innichen a Freisingi Püspökség hűbérbirtoka (Hofmark) lett, e jogállása egészen 1803-ig, a egyházfejedelmi birtokok szekularizációjáig fennmaradt, ekkor Tirol (hercegesített) grófságának birtoka lett és maradt az 1919-es elcsatolásig.
1140 körül bencés apátságot világi társaskáptalanná (Kollegiatstift) alakították át, a szerzetesek helyét kanonokok foglalták el. A késő középkorban azután Görz és Tirol grófjai fokozatosan elragadták a káptalan többi földbirtokait. 1303-ban I. Albert német király címert adott a városnak, vörös alapon ezüst színű várkastély képével, amely zöld mezőn áll, kapuja fölött a Freisingi Püspökség címerével. Az 1803-as szekularizáció idejére már csak Innichen városa maradt a káptalan birtokában.

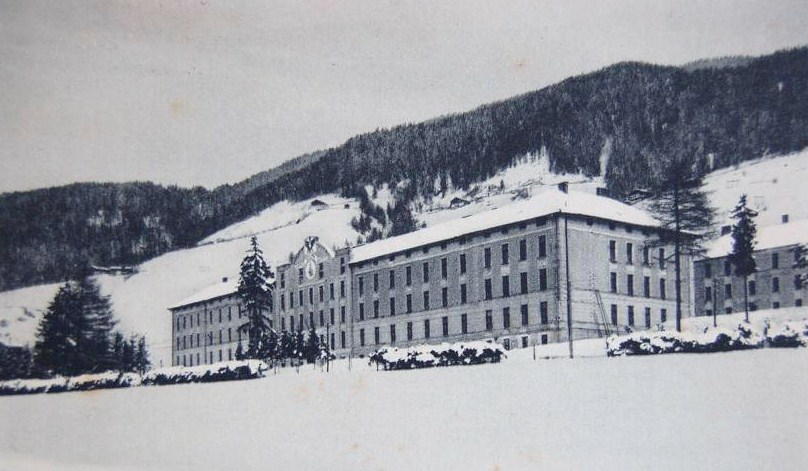
A volt cs.és.kir. népfelkelő lövész-laktanya, 1919 után Caserma Cantore.

Az első világháborúban Innichenben a cs. és kir. haderő helyőrségi városa volt. A világháború kitörésekor 1914-ben a császári-királyi III. „Innichen” népfelkelő lövészezred (K.k. Landesschützen-Regiment „Innichen” Nr. III.) törzse és IV. zászlóalja állomásozott a községben. Olaszország hadba lépése (1915) után a közeli Sexteni-völgyben közvetlen frontvonal alakult ki, a völgy településeit az olasz tüzérség szétlőtte. 1919-től egész Dél-Tirol olasz uralom alá került, az államhatár itteni szakaszát az alsó Puster-völgyben húzták meg, az Innichenhez közeli Winnebach és az osztrák Arnbach között.
Az 1930-as évektől kezdve a római fasiszta kormány számos győzelmi emlékművet épített a körzetben. Innichen keleti bejáratánál, az osztrák határátkelőtől érkező út mellett – szemben a cs. és kir. népfelkelő lövészek (Landesschützen) egykori laktanyájával, amelyet az olasz haderő Cantore laktanyájává alakítottak – 1939-ben monumentális csontházat emeltek, a Sacrario militare di San Candidót, ahová távoli katonatemetőkből (Brixenből, sőt a venetói San Zeno di Montagnából) hordták össze a „nagy háborúban” elesett olasz katonák földi maradványait. Az emlékmű manapság közéleti viták kereszttüzébe került. Az 1915–17-es háború idején létesített osztrák katonai temetőt (Burgfriedhof) a háború után az olasz kormányzat felszámolta, a síremlékek eltűntek, 2004-ben az osztrák hadsereg közreműködésével állították helyre.
Innichberg, Vierschach és Winnebach önálló községeket 1929-ben Innichenhez csatolták. 1969-ben Innichen testvérvárosi szerződést kötött a bajorországi Freisinggel. A városban két német és egy olasz nyelvű óvoda, három német és egy olasz általános iskola, egy német középiskola és egy német szakfőiskola működik.

## Közélete

### Polgármesterei
- 1952–1956: Walter Müller
- 1956–1974: Walter Wachtler
- 1974–1985: Franz Senfter
- 1985–2010: Josef Passler
- 2010–2015: Werner Tschurtschenthaler
- 2015–2020: Rosmarie Burgmann
- 2020–: Klaus Rainer

## Népesség
A község lakossága 1920-ban, Olaszország általi annektálása után jelentősen megnőtt, mivel állami tisztviselők költöztek az új határmenti településre. Azóta a népesség nagyjából stabil maradt.
| Év   | Lakosság |
| ---- | -------- |
| 1900 | 1017     |
| 1921 | 2698     |
| 1931 | 2835     |
| 1951 | 2616     |
| 1961 | 2961     |
| 1971 | 3022     |
| 1981 | 2999     |
| 1991 | 3073     |
| 2001 | 3107     |
| 2011 | 3206     |

Az eredetileg német–tiroli hegyi településen az 1920 után betelepült olasz állami tisztviselők révén jelentős olasz nyelvű közösség alakult ki. Később, a közeli határ katonai és közigazgatási jelentőségének csökkenése miatt sok olasz anyanyelvű lakos elvándorolt.
Az 1981 óta végzett nyelvi hovatartozási nyilatkozatok alapján Innichen többségében német nyelvű település. A statisztikai százalékos arányok kiszámításánál csak az olasz állampolgárságú személyek érvényes nyilatkozatait vették figyelembe.
A 2001-es népszámlálás adatai szerint lakosságának 85,06 %-a német nyelvű, 14,64 %-a olasz és 0,30 %-a ladin nyelvet használja elsődlegesen.
| Anyanyelv | 1900    | 1971    | 1981    | 1991    | 2001    | 2011    | 2024    |
| --------- | ------- | ------- | ------- | ------- | ------- | ------- | ------- |
| német     | 99,59 % | 76,95 % | 82,21 % | 83,20 % | 84,84 % | 85,06 % | 82,39 % |
| olasz     | 0,41 %  | 22,66 % | 17,34 % | 16,32 % | 14,78 % | 14,64 % | 17,21 % |
| ladin     |         | 0,40 %  | 0,44 %  | 0,48 %  | 0,38 %  | 0,30 %  | 0,40 %  |

## Műemlékek, kultúra
- Szent Candidus és Corbinianus-káptalantemplom és múzeum (németül: Stift Innichen, olaszul: Collegiata di San Candido)
- Innicheni apátság
- Szent Mihály-plébániatemplom
- Dolomythos-Múzeum

## Turizmus, sport
Innichen mind közúton, mind vasúton kiválóan megközelíthető. Kedvelt üdülőhely. Nyáron a hegyi túrázás, alpinizmus, mountainbike-ösvények és a kelt-tiroli Leinzig kiépített drávai kerékpárút (Drauradweg) jelent vonzerőt. Télen a közeli Haunold hegység lejtőin, a belváros közvetlen közelében síközpont és szánkópálya működik. (2012-ben megnyitottak egy éjszakai síelésre alkalmas, kivilágított pályát is.
Innichen be van kötve a felső Puster-völgyi sífutópálya-rendszerbe, amelyhez 200-nál több preparált sífutó pálya tartozik. A környező terep sítúrázásra, bakancsos hegyjárásra kiválóan alkalmas. A városban van jégpálya és fedett uszoda is, utóbbihoz wellness-központ is tartozik. A helybéli szállodák és panziók 2500 férőhelyet kínálnak, ehhez társulnak a magánházaknál és parasztportákon kiadható szálláshelyek még kb. 500 vendég részére.

## Képgaléria

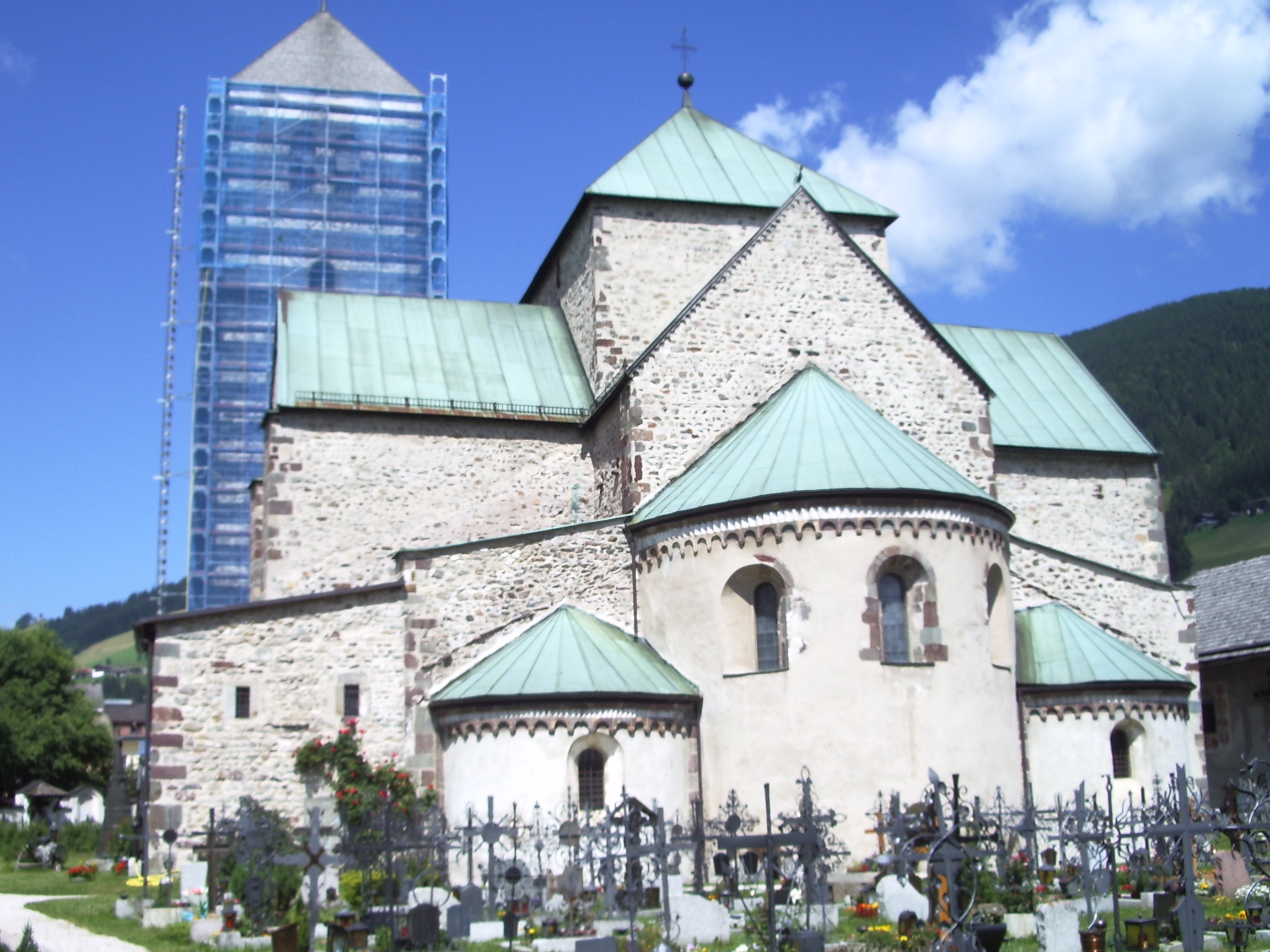
A káptalantemplom szentélye és temetőkertje
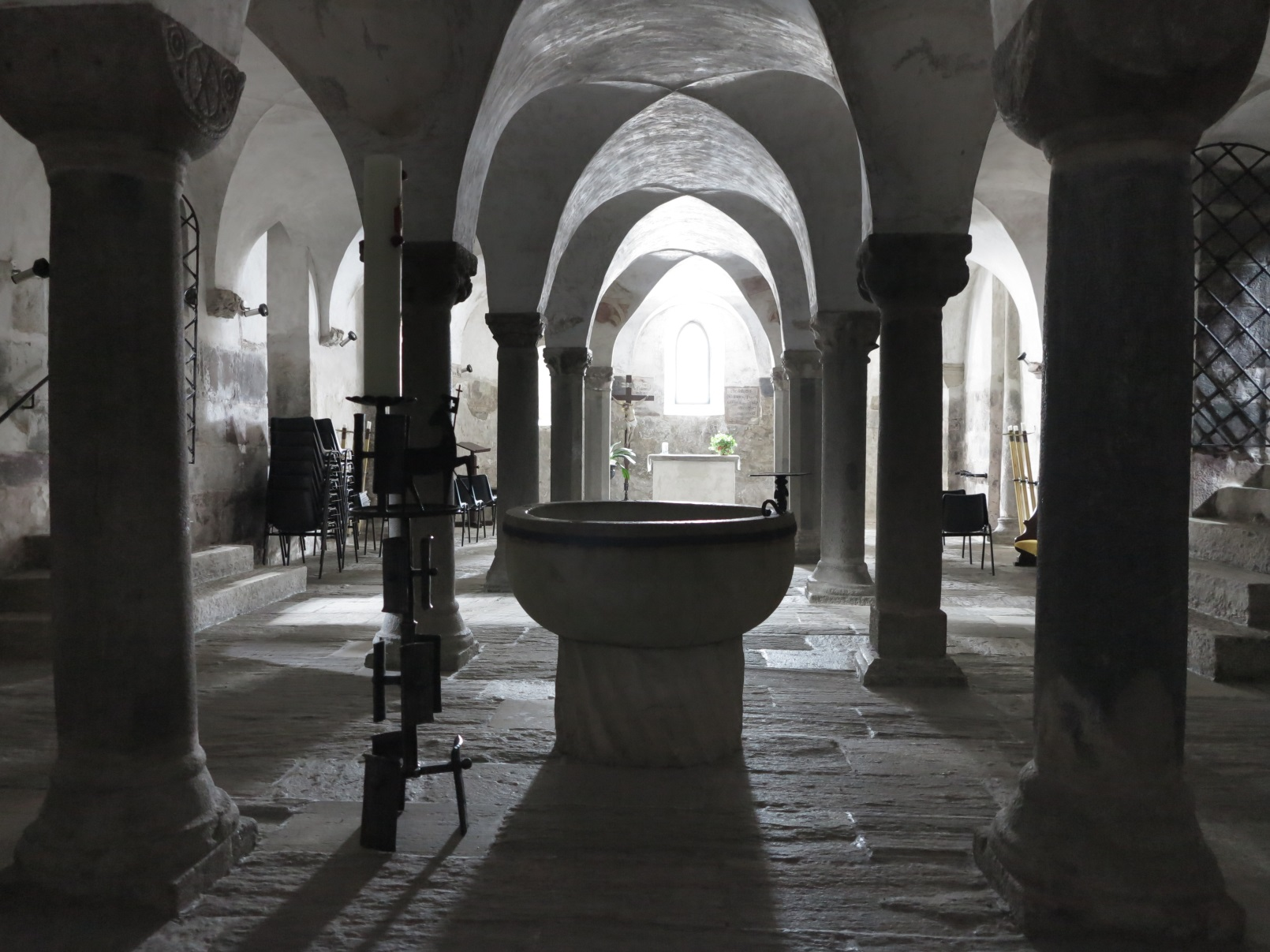
A káptalantemplom kriptája
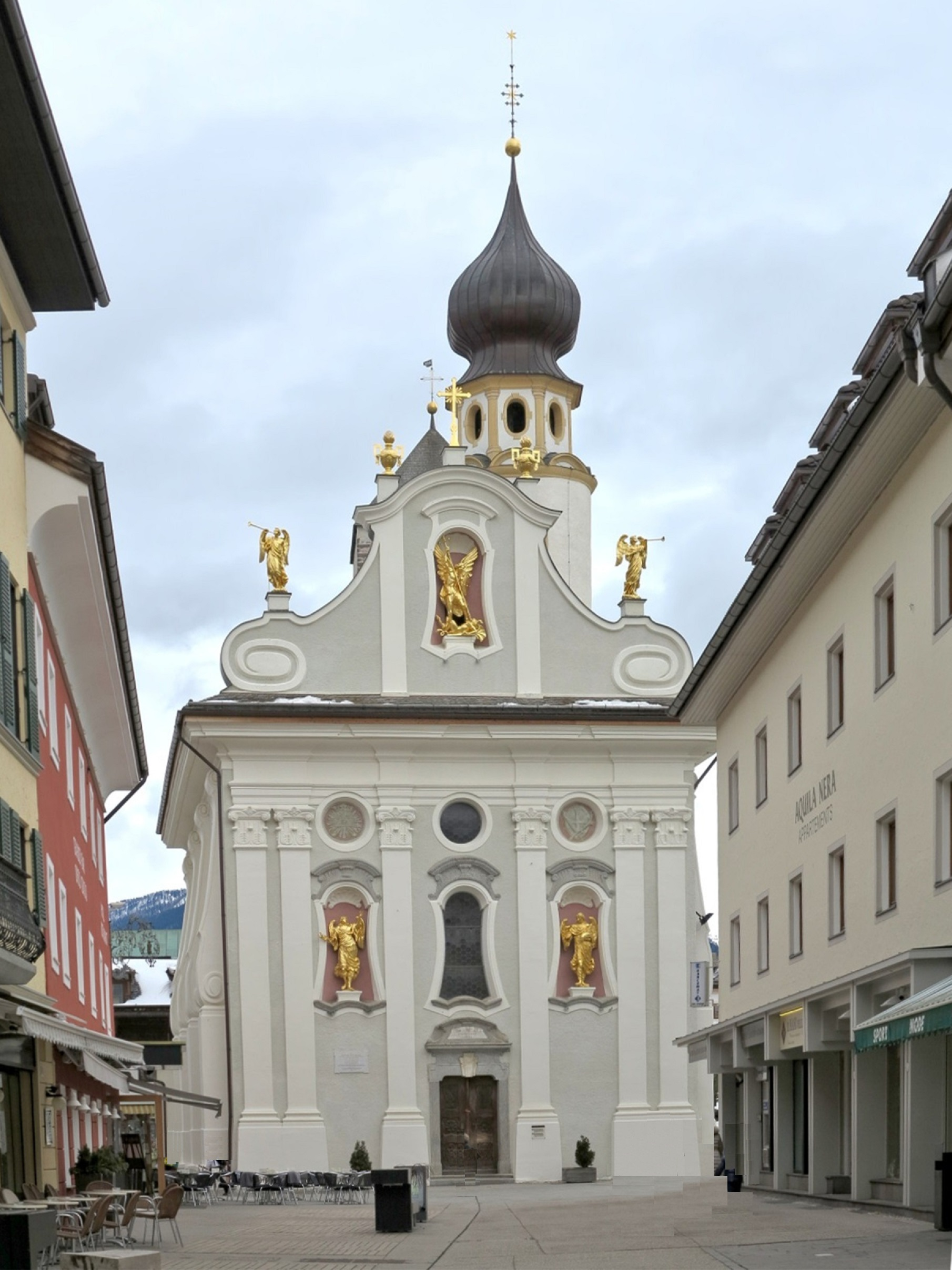
Szent Mihály-plébániatemplom
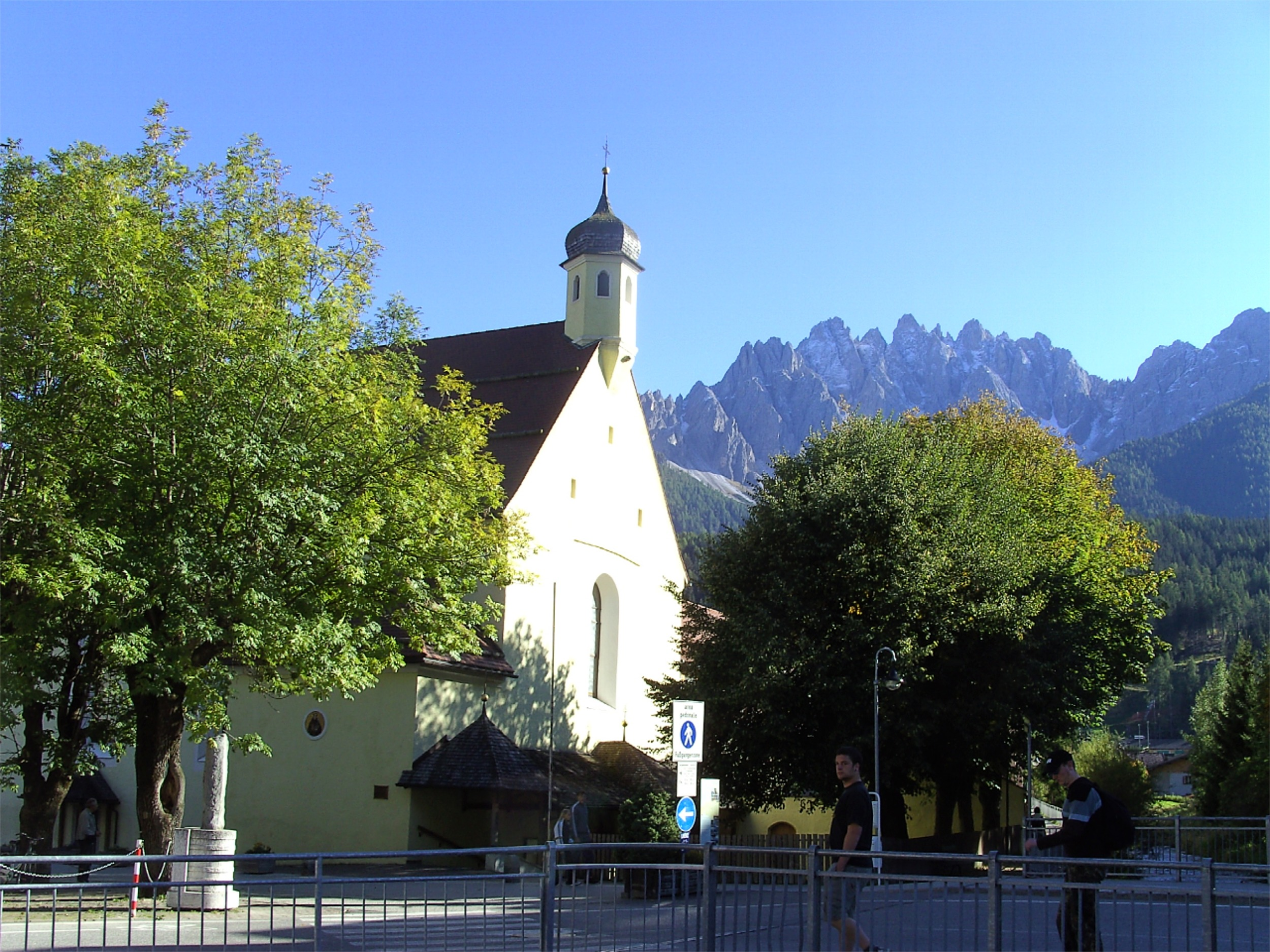
A ferences kolostor
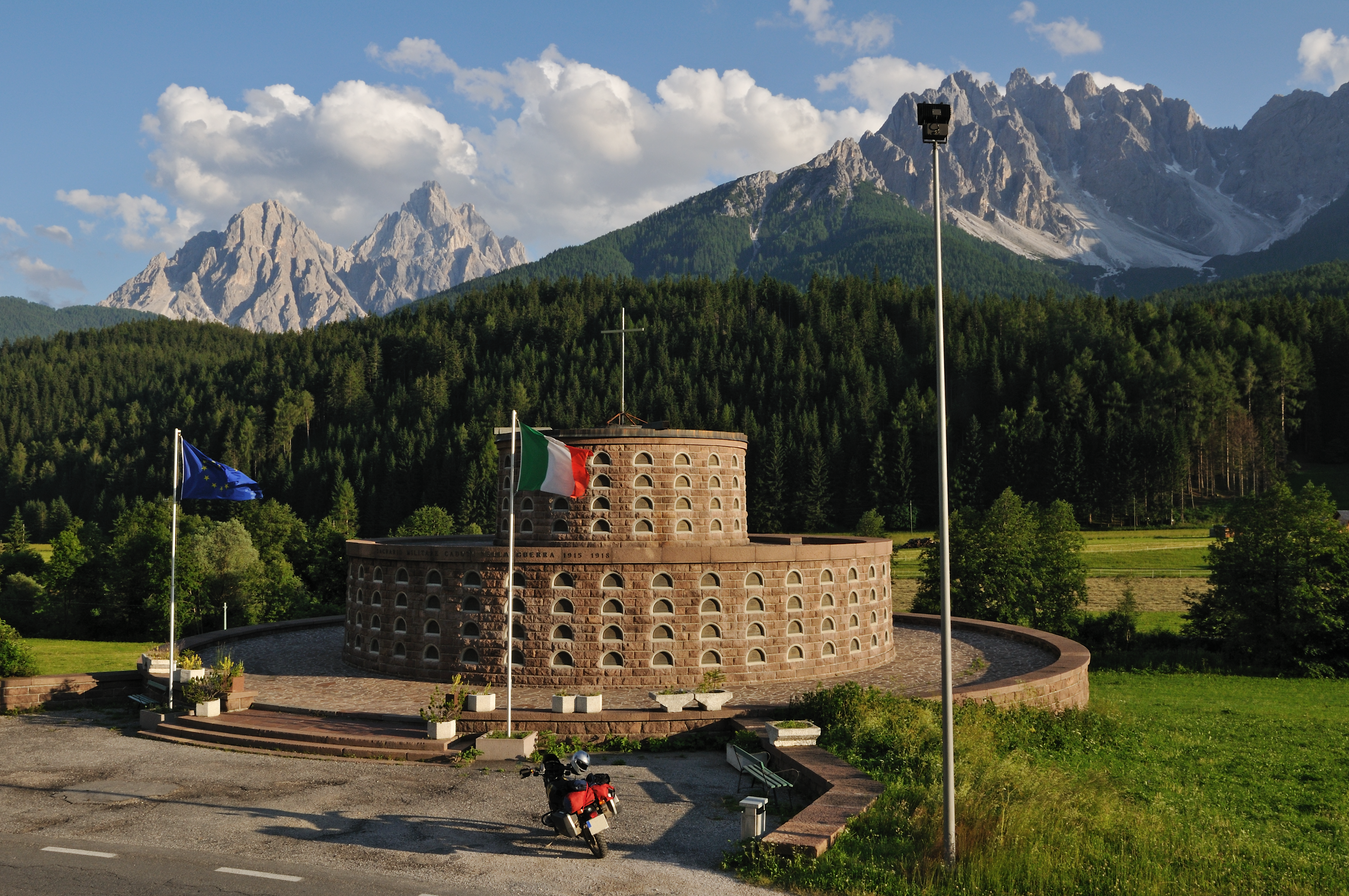
A csontház Innichen keleti bejáratánál
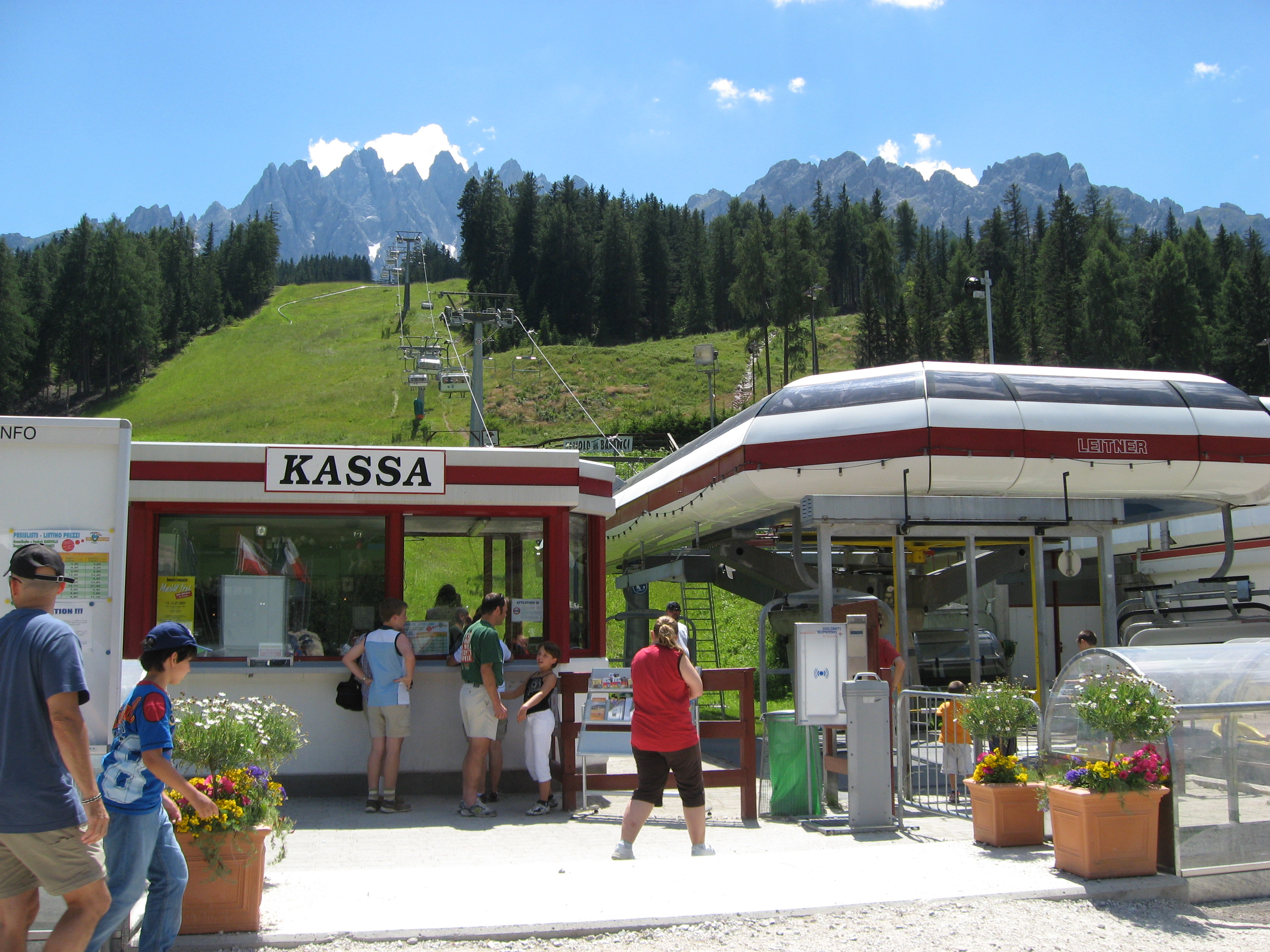
Felvonó a Haunoldra

## Literatur
- Egon Kühebacher: Die Hofmark Innichen. Ein Heimatbuch für Einheimische und Gäste, az „1200 Jahre Innichen” ünnepség szervező bizottságának kiadása, Bozen, 1969.
- Egon Kühebacher: Kirche und Museum des Stiftes Innichen, Bozen, Athesia, 1993. ISBN 978-8870147216